# JR Central Towers Office
Le JR Central Towers Office est un gratte-ciel de bureaux situé à Nagoya.
Il mesure 245 m pour 51 étages et abrite notamment le siège de la Central Japan Railway Company (JR Central).